# Revista científica
Una revista científica és una publicació periòdica de temàtica científica, sigui com a plataforma per publicar articles dels investigadors o com a divulgació per al gran públic (sovint combinen les dues funcions en una única revista). Compta amb un comitè d'experts que assessora l'editor sobre la qualitat i el rigor científic dels articles presentats avaluats per experts. La majoria d'articles científics de les revistes, com a mínim aquells que presenten resultats inèdits, comencen amb una introducció sobre el context per situar la rellevància de l'estudi, després inclouen la metodologia de recerca (materials i mètodes) o els termes bàsics que es volen explicar, els resultats obtinguts i les conclusions o discussió, entre les quals s'inclouen les preguntes no resoltes o direccions de possibles investigacions futures. La majoria d'articles contenen un breu resum inicial o abstract, sovint multilingüe, que ajuda al lector a triar els temes del seu interès. La revista científica més antiga del món és el Journal des savants francès, publicat per primer cop en 1665. Entre les revistes de més factor d'impacte hi sol haver Nature i Science, de caràcter «generalista», o The New England Journal of Medicine o The Lancet, especialitzades en medicina.

## Edició
En les revistes científiques els articles passen un:
1. Procés d'acceptació o rebuig inicial per part d'un editor.
2. Procés d'avaluació de la qualitat de l'article a càrrec dels membres del comitè assessor o científic de la revista, format per especialistes, la qual cosa s'anomena avaluació d'iguals o peer review. Encara que els àrbitres o avaluadors (en anglès peers o referees) acostumen a ser dos, la paraula iguals no significa aquí ‘dos', sinó ‘persona de nivell de coneixements semblant o similar al de l'autor’.
3. Procés de revisió ortogràfica i codificació (majúscules, negretes, cursives, peus d'il·lustracions, bibliografia...). Comprovació d'URL.
4. Procés de revisió d'estil i millora de la intel·ligibilitat del text. Es desglossen sigles i, si és necessari, s'afegeixen il·lustracions i requadres explicatius.[1]

## A Catalunya
Dins del panorama cultural català hi ha hagut diverses iniciatives de creació d'una premsa de divulgació científica. L'única que ha aconseguit consolidar-se dins del mercat editorial ha estat la revista Mètode, considerada actualment la publicació de divulgació de referència de l'àmbit lingüístic català.
Sovint aquesta premsa especialitzada s'ha trobat amb una doble dificultat. D'una banda, els interessos econòmics de les editorials, i de d'altra, el desinterès de la comunitat científica per divulgar els progressos. A més, cal tenir en compte la llengua de la societat a la qual s'adreça. Al món científic, hi predomina l'anglès, la qual cosa dificulta encara més la participació dels investigadors en la difusió del treball.
Tot i aquests entrebancs, en el context de la cultura catalana trobem diferents iniciatives dutes a terme amb rigor i qualitat. La primera es remunta als anys vuitanta. El 1980 apareixia el primer número de Ciència. Revista de Ciència i Tecnologia, que reprenia l'esperit d'una capçalera històrica, Ciència, publicada entre el 1926 i el 1933. Una revista que ja havia demostrat que el català era una llengua viable per a la comunicació científica, fins i tot en un context difícil com era la dictadura de Primo de Rivera. Aquesta nova Ciència, doncs, dirigida pel biòleg Joan Senent-Josa, naixia amb l'objectiu de difondre el coneixement científic i, també, de normalitzar el català en aquest àmbit. La intenció era aconseguir una publicació d'alta divulgació, que fes públic el coneixement científic i que servís d'intercanvi entre científics i investigadors de diverses branques. Tanmateix, contínues aturades i canvis en la direcció en van provocar la desaparició el 1991, que va deixar un buit en la divulgació científica en català.
La Vanguardia també va decidir llançar el seu primer suplement científic a finals dels anys vuitanta, contemporàniament a la darrera etapa de Ciència. El diari barceloní feia alguns anys que publicava una secció dominical titulada amb el mateix nom, Ciencia. El 1989, va passar als dissabtes i va ser llavors quan va prendre el format de suplement amb el títol de Ciencia y Tecnología. La coordinació anava a càrrec de Vladimir de Semir. Un suplement que comptava amb la col·laboració de periodistes i científics. El format de quadern independent, a tot color, amb una freqüència setmanal, el va presentar més com una revista de divulgació que no com a premsa diària. Ciencia y Tecnología barrejava articles d'opinió, notícies d'actualitat, reportatges i entrevistes. El resultat va ser un suplement atractiu i amè, però rigorós i amb una clara vocació divulgativa.
Al llarg dels anys, el suplement experimentaria diverses modificacions. Es va fusionar amb el suplement de Salud y Calidad de Vida i va anar canviant de nom fins que va adquirir el de Ciencia y Salud, el 1996. No va disposar de gaire temps més. El 20 de juliol de 1997 es va deixar d'editar, malgrat que comptava amb un gran nombre de seguidors entre els lectors de 'La Vanguardia'. A partir d'aquell moment, les notícies sobre ciència i medicina van començar a incloure's a la secció de societat, seguint el model d'altres diaris generalistes.
La revista Nat també va córrer la mateixa sort. Una iniciativa ambiciosa, editada per 'Sàpiens' i dirigida per la periodista mediambiental M. Josep Picó. Una publicació que va rebre una bona acollida, però que només va durar tres anys, del 2005 al 2008.
En aquest context de dificultat, Mètode s'ha convertit en l'única iniciativa editorial que ha aconseguit consolidar-se. Inicialment, la revista es va trobar també amb problemes. D'una banda, l'enfrontament amb un mercat complicat com és el de la divulgació científica, i d'altra banda, la de ser publicada en català i des del País Valencià. Malgrat tot, editada per la Universitat de València i dirigida per Martí Domínguez, avui dia és un referent de la difusió científica en l'àmbit de la cultura catalana. A més, ha rebut diverses distincions com ara el Premi Nacional de Periodisme, el Premi APPEC 2007 o el Premi Prisma 2009. I des del 2009 és també una revista de referència a la Xarxa Vives, associació d'universitats que aglutina vint institucions de Catalunya, del País Valencià, de les Illes Balears, de la Catalunya del Nord i d'Andorra.

### Influència internacional
L'índex internacional de revistes més prestigiós és el Journal Citation Reports. La darrera versió, JCR 2008, conté només 8.194 publicacions. Tanmateix són les que compleixen els rigorosos criteris de selecció. Malgrat la representació esbiaixada, que sembla orientar-ho tot cap a l'àrea anglosaxona, i les ciències pures, mèdiques i de la vida, el JCR 2008 inclou 19 publicacions catalanes, les quals representen un 35,2% de les publicacions espanyoles. Pel que fa a les edicions del JCR, 17 corresponen a Science i només 2 a Social Science.
A banda, cal tenir en compte que una revista pot estar inclosa en més d'una categoria temàtica. Dins de cada categoria, les publicacions es classifiquen en quartils segons el factor d'impacte, és a dir, segons el nombre de cops que han estat citades. A Catalunya, de fet, es publica l'única revista científica espanyola que s'inclou en el primer quartil d'una categoria, la que rep el nom de Geologica Acta. Sis de les dotze publicacions estatals consten al segon quartil: International Microbiology, en 2 categories; AIDS Reviews, també en 2 categories, Collectanea Mathematica i, finalment, la Revista Española de Cardiología.
Pel que fa a Catalunya, cal subratllar que la trobem representada en dues de les principals bases de dades bibliogràfiques internacionals: 74 revistes a Scopus (Elsevier) i 35 a ISI Web of Science (Thomson Reuters) (Garfield, 2009). Per grans àrees, la majoria d'aquestes publicacions corresponen a ciències mèdiques, pures i de la vida. En aquest sentit, cal remarcar la considerable presència a Catalunya (sobretot a Barcelona) d'editorials especialitzades en revistes científiques de ressò internacional: Elsevier, que incorpora Masson i Doyma, Mayo, Prous Science, Viguera, etc.
D'altra banda, però, també cal reivindicar les revistes científiques de tots els camps del coneixement i que, sovint, assoleixen un impacte més local. En primer lloc, s'ha de tenir en compte la contribució de RACO (Revistes Catalanes amb Accés Obert). Aquest últim es tracta d'un dipòsit digital del Consorci de Biblioteques Universitàries de Catalunya (CBUC) que permet l'accés a 260 revistes científiques i erudites.
En segon lloc, el Portal de Revistes Científiques de l'Institut d'Estudis Catalans (IEC). Una plataforma que ofereix un entorn comú a les publicacions de l'acadèmia nacional i de les seves societats filials. Entre aquestes, cal destacar Contributions to Science i Catalan Historical Review. En darrer lloc trobem l'Associació de Publicacions Periòdiques en Català d'Abast Nacional (APPEC). Una xarxa que aplega més de 140 publicacions en llengua catalana de subscripció no gratuïta, juntament amb les de venda al públic, de periodicitats diverses i temàtiques molt variades.